# Ptecticus polyxanthus
Ptecticus polyxanthus är en tvåvingeart som beskrevs av Friedrich Hermann Loew 1908. Ptecticus polyxanthus ingår i släktet Ptecticus och familjen vapenflugor. Inga underarter finns listade i Catalogue of Life.